# Гарм Осмерс
Гарм Осмерс (нім. Harm Osmers, нар. 28 січня 1985, Бремен) — німецький футбольний арбітр, який представляє Ганновер. Арбітр ФІФА з 2020 року.

## Кар'єра
Осмерс склав іспити футбольного судді в 2001 році і почав працювати на юнацькому рівні У 2009 році він став арбітром матчів чемпіонату Фердена (Футбольна асоціація Нижньої Саксонії), а 2011 року був включений до списку арбітрів у Другій Бундеслізі. З цього ж сезону він почав працювати помічником арбітра та четвертим арбітром на матчах у Бундеслізі.
15 липня 2015 року Осмерс дебютував на міжнародному рівні у матчі кваліфікації Ліги чемпіонів «Селтік» — «Стьярнан» (2: 0) у статусі асистента Даніеля Зіберта.
У сезоні 2016/17 Осмерс став одним із чотирьох нових арбітрів у Бундеслізі. Його дебютом у вищому німецькому дивізіоні стала гра між «Фрайбургом» та «Боруссією» (Менхенгладбах) 10 вересня 2016 року.
У грудні 2019 року стало відомо, що Гарм Осмерс з початку наступного року отримає статус Арбітра ФІФА, замінивши у цьому статусі Тобіаса Вельца.
На початку 2021 року Осмерс став одним з 12 арбітрів, відібраних для обслуговування матчів групового етапу молодіжного чемпіонату Європи 2021 року в Угорщині та Словенії, відсудивши там дві гри.

## Статистика
:Станом на 23 вересня 2019 року.
| Сезон   | Бундесліга | Друга Бундесліга | Третя ліга | Кубок Німеччини |
| ------- | ---------- | ---------------- | ---------- | --------------- |
| 2009/10 | -          | -                | 12         | 0               |
| 2010/11 | -          | 4                | 11         | 0               |
| 2011/12 | -          | 8                | 8          | 1               |
| 2012/13 | -          | 8                | 5          | 1               |
| 2013/14 | -          | 8                | 6          | 1               |
| 2014/15 | -          | 9                | 6          | 1               |
| 2015/16 | -          | 8                | 7          | 2               |
| 2016/17 | 9          | 9                | 5          | 2               |
| 2017/18 | 13         | 6                | 4          | 2               |
| 2018/19 | 12         | 6                | 7          | 3               |
| 2019/20 | 7          | 3                | 3          | 1               |
| Всього  | 41         | 69               | 74         | 14              |